# ال باراکو
ال باراکو دهستانی در استان آبیلای اسپانیا است.
در این دهستان ۲٬۰۵۳ نفر زندگی می‌کنند. مساحت این دهستان ۱۵۳٫۹۲ کیلومتر مربع است.